# Чорох
Чорох, Чорух (груз. ჭოროხი ch'orokhi (Чорохі), тур. Çoruh, грец. Άκαμψις, Акампсіс) — річка, що починається на Вірменському нагірї на північному сході Туреччини, тече через міста Байбурт, Іспір, Юсуфелі і Артвін. Тече також теренами Грузії (26 км), впадає до Чорного моря на південь від Батумі, за декілька кілометрів від грузинсько-турецького кордону. Загальна довжина 438 км, площа сточища 22 тис. км². Середні витрати води 285 м³/с. Використовується для потреб зрошення.

## Притоки
- Аджарісцкалі
- Мачахлісцкалі

## Греблі
За планом розвитку сточища річки Чорох планується побудувати 15 великих гідроелектростанцій, та загалом 27 ГЕС запропоновані у сточищі Чорох. На середину 2010-х, 5 ГЕС було введено в експлуатацію (Борчка, Дерінер, Гюллюбаг, Муратлі та Тортум), ще п'ять знаходяться в стадії будівництва
| ГЕС            | Етап                                        |
| -------------- | ------------------------------------------- |
| ГЕС Тортум     | Діюча – Тортум (притока Чорох)              |
| ГЕС Муратлі    | Діюча                                       |
| ГЕС Борчка     | Діюча                                       |
| ГЕС Дерінер    | діюча                                       |
| ГЕС Олур       | планована                                   |
| ГЕС Баглик     | Планована – на річці Берта (притока Чорох)  |
| ГЕС Байрам     | Планована – на річці Берта (притока Чорох)  |
| ГЕС Артвін     | діюча                                       |
| ГЕС Юсуфелі    | Споруджується                               |
| ГЕС Алтіпармак | Планована – на річці Бархал (притока Чорох) |
| ГЕС Айвалі     | планована – на річці Олту (притока Чорох)   |
| ГЕС Олур       | планована – на річці Олту (притока Чорох)   |
| ГЕС Аркун      | діюча                                       |
| ГЕС Аксу       | споруджується                               |
| ГЕС Гюллюбаг   | діюча                                       |
| ГЕС Іспір      | планована                                   |
| ГЕС Лалелі     | споруджується                               |